# Bouhen
 (juillet 2022).
Si vous disposez d'ouvrages ou d'articles de référence ou si vous connaissez des sites web de qualité traitant du thème abordé ici, merci de compléter l'article en donnant les références utiles à sa vérifiabilité et en les liant à la section « Notes et références ».
Bouhen est le site d'une des forteresses établies en Nubie par les pharaons pour défendre leur frontière méridionale et contrôler les routes commerciales qui passaient par le Nil depuis le Soudan.

## Histoire
Si un établissement initial remontant à l'époque thinite y a été découvert, c'est à partir de l'Ancien Empire que Bouhen prend de l'importance comme comptoir commercial, notamment avec Khéphren de la IVe dynastie, qui prise particulièrement la région pour ses carrières de diorite, d'où il tirera les pierres nécessaires pour les statues de son complexe funéraire de Gizeh.
Mais il prend surtout son aspect définitif au Moyen Empire, à partir de la XIIe dynastie, notamment sous Sésostris Ier puis Sésostris III.
Il s'agit d'un des exemples les plus vastes et les plus complexes de forteresses édifiées par les Égyptiens antiques qui nous soient parvenus, avec sa double muraille crénelée et ses douves qui lui donnent l'aspect d'une véritable ville retranchée.
Le site, découvert au XIXe siècle, a été sporadiquement fouillé, jusqu'à ce que la région soit menacée par la mise en eau du Haut barrage d'Assouan (1973). Des fouilles de sauvetage ont alors révélé la ville de Bouhen avec ses greniers, ses casernes, son temple dédié à Horus et la résidence du gouverneur.
Les principales découvertes ont été prélevées afin d'être sauvegardées, notamment les reliefs du temple, tandis que le site, comme d'autres forteresses bâties dans les environs, est irrémédiablement perdu sous les eaux du lac Nasser.
Lors de la Deuxième Période intermédiaire, un prince local du nom de Nedjeh s'affranchit de la tutelle égyptienne et fonde son propre royaume, qui va d'Assouan à la deuxième cataracte. Faisant de Bouhen sa capitale, il s'allie aux Hyksôs pour limiter la reprise d'influence des princes thébains de la XVIIe dynastie, avec lesquels il entre alors en lutte.
Le pharaon Kamosé remporte cependant la victoire sur les troupes de Nedjeh ; il reprend la forteresse de Bouhen, dans laquelle il installe une stèle commémorative, mettant ainsi fin à cet éphémère royaume de Basse-Nubie.
La région est alors définitivement incluse dans la sphère d’influence de l’Égypte, qui s’étendra ensuite au-delà de la 4e cataracte. Bouhen fonctionnera jusqu'à la fin du Nouvel Empire, les pharaons de la XVIIIe dynastie embellissant le sanctuaire d’Horus, notamment Hatchepsout, Thoutmôsis III et Amenhotep II.